# Saint-Marcel-en-Marcillat
Saint-Marcel-en-Marcillat – miejscowość i gmina we Francji, w regionie Owernia-Rodan-Alpy, w departamencie Allier.

## Demografia
Według danych na rok 1990 gminę zamieszkiwało 188 osób, a gęstość zaludnienia wynosiła 18 osób/km². W styczniu 2015 r. Saint-Marcel-en-Marcillat zamieszkiwały 152 osoby, przy gęstości zaludnienia wynoszącej 14,6 osób/km².